# ZSG Industrie Leipzig

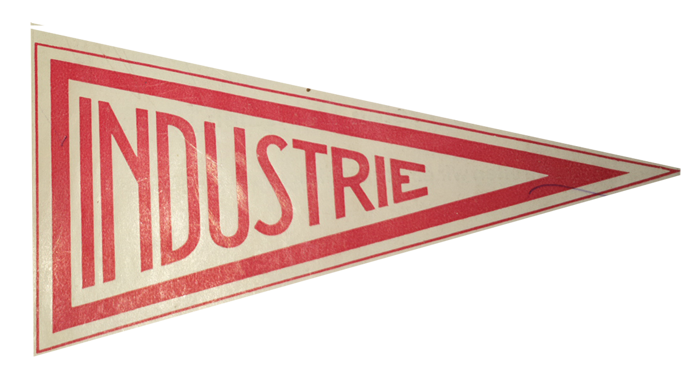
Logo der ZSG Industrie Leipzig

Die ZSG Industrie Leipzig (Zentrale Sportgemeinschaft Industrie Leipzig) war eine Sportgemeinschaft in Leipzig-Leutzsch, die vom 21. März 1949 bis zum 30. August 1950 bestand. Sie stellte DDR-Meister in mehreren Sportarten, die Fußballmannschaft wurde 1949/50 achte der höchstklassigen DS-Liga.

## Geschichte
Am 21. März 1949 wurde  die Zentrale Sportgemeinschaft Industrie Leipzig aus den Sportgemeinschaften  SG Leipzig-Leutzsch, SG Lindenau Hafen, SG Lindenau-Aue, SG Leipzig Mitte und SG Böhlitz-Ehrenberg und 13 Betriebssportgemeinschaften im Westen Leipzigs gebildet. Damit sollte die Leistungsstärke der Leipziger Sportler, besonders in den Mannschaftssportarten verbessert werden. Der Austragungsort war der Georg-Schwarz-Sportpark in Leutzsch, der am 8. Mai 1949 neu eingeweiht wurde.
Am 30. August 1950 wurde sie als BSG Chemie Leipzig weitergeführt, da der wichtigste Trägerbetrieb der VEB Lacke und Farben war.

## Fußball

### Saison 1948/49
Die Fußballmannschaft der ZSG Industrie Leipzig setzte die Saison des Leipziger Vorjahresmeisters SG Leipzig-Leutzsch in der Bezirksklasse Nordwestsachsen (Leipzig) fort. Die anderen bisherigen Fußballmannschaften konnten unter ihren alten Namen in den unteren Ligen weiterspielen.
Die Mannschaft der SG Leipzig-Leutzsch  wurde durch Spieler der anderen angeschlossenen Fußballvereine verstärkt. Dazu gehörten unter anderem die prominenten Spieler Heinz Fröhlich und Walter Rose von der SG Lindenau-Hafen.
Die neu gebildete ZSG Industrie Leipzig gewann am Ende der Saison die Bezirksklasse Nordwestsachsen. Bei der anschließenden sächsischen Meisterschaft wurde sie   Dritte von fünf Mannschaften  und qualifizierte sich damit für die erstmals ausgetragene Meisterschaft in der Sowjetischen Besatzungszone, der DS-Liga.

### Saison 1949/50
DS-Liga
Seit dem 4. September 1949 spielte die ZSG Industrie in der neuen DS-Liga der Sowjetischen Besatzungszone, seit 7. Oktober der DDR.
Zu dem Spielerstamm gehörten:
Günter Busch (25 Spiele/Tore -) – Heinz Pönert 21/-), Werner Brembach (26/-) – Gerhard Richter (24/-), Walter Rose (24/2), Gerhard Polland (23/-) – Rolf Sommer (25/3), Werner Steuer (23/7), Gerhard Hübler (17/13), Heinz Fröhlich (25/6), Werner Klaus (18/3)
Der Trainer war Fritz Krauß.
In den Punktspielen wurden  24 Spieler eingesetzt. Die  Heimspiele wurden im Leutzscher Georg-Schwarz-Sportpark ausgetragen, im Durchschnitt kamen 13.155 Zuschauer zu den Punktspielen.
Am Ende der Saison wurde der achte Platz von 14 Mannschaften erreicht.
Freundschaftsspiele
Es gab drei Freundschaftsspiele gegen westdeutsche bzw, West-Berliner Mannschaften, zum ersten gegen Schweinfurt kamen etwa 60.000 Zuschauer.
- 30. August 1949 ZSG Industrie – 1. FC Schweinfurt 05 0:5, vor 60.000 Zuschauern
- 3. März 1950 ZSG Industrie – SC Tasmania 1900 Berlin 3 :5, vor 10.000 Zuschauern
- 15. Mai 1950 ZSG Industrie Leipzig – VfV 06 Hildesheim 3:1, vor 40.000 Zuschauern

SG Leipzig-Leutzsch
Eine  zweite Mannschaft  spielte  als SG Leipzig-Leutzsch in der zweitklassigen Landesklasse Sachsen  anstelle   der SG Probstheida. Diese  landete am Ende der Saison auf einem Abstiegsplatz und wurde wieder aufgelöst.

### Saison 1950/51
Seit September 1950 spielte die Mannschaft als BSG Chemie Leipzig in der DDR-Oberliga und wurde gleich  DDR-Meister.

## Weitere Sportarten

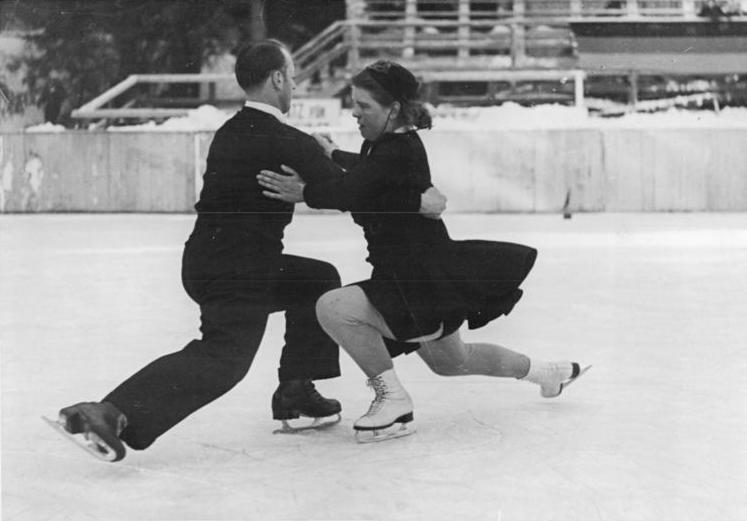
Carla Listing und Walter Baertling bei den Wintersportmeisterschaften der DDR 1950

Als weitere Sportsektionen wurden Eishockey, Eiskunstlaufen, Hockey, Leichtathletik, Schwimmen und Wasserball betrieben.
Die Hockey-Frauen-Mannschaft wurde 1949 DDR-Meister, ebenso die Leichtathletikabteilung in der Mannschaftswertung.
Das Eiskunstlaufpaar Carla Listing und Walter Baertling wurde 1950 DDR-Meister, allerdings gab es nur noch ein weiteres teilnehmendes Paar. (Carla Listing wurde später die erste weibliche Eiskunstlaufrichterin der internationalen Eislaufunion  ISU.)